# Werra
A Werra a Weser 300 km hosszú fő forrásfolyója.
Szász-Meiningenben, a Türingiai-erdőben, a Blessbergen fakad a Trockne-Werra, Siegmundsburg mellett a Nasse-Werra, amelyek Schwarzenbrunn mellett egyesülnek a Werrává. Ez a Türingiai-erdő délnyugati határa, elválasztja a Rhöntől, fölveszi az Ulstert, azután határul szolgál az Eichsfeld és a Werra-hegység közt és Hannoversch Mündennél egyesülve a Fuldával alkotja a Wesert. A Werra halakban igen gazdag. Kis hajók (50 tonna) 58 kilométernyi hosszúságban járhatnak rajta.

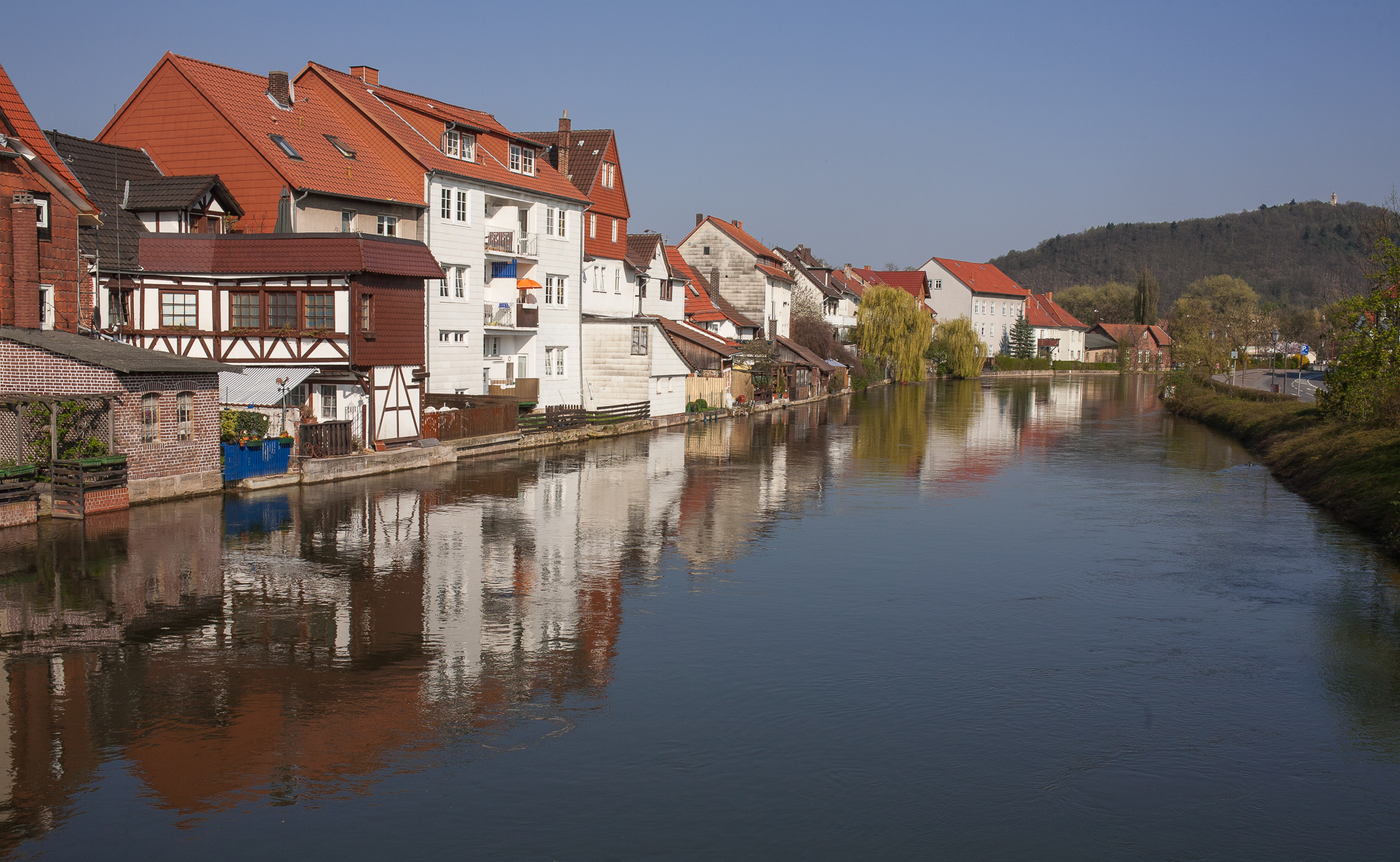
Werra, Eschwege